# سوزان إل. مارشان
سوزان إل. مارشان (بالإنجليزية: Suzanne L. Marchand)‏ هي مؤلفة وكاتِبة أمريكية، ولدت في 22 ديسمبر 1961.